# ميلان تودوروفيتش
ميلان تودوروفيتش (28 فبراير 1983 في صربيا - ) هو لاعب كرة قدم صربي في مركز الوسط. لعب مع رادنيتشكي نيش وKF Tërbuni Pukë ‏ وFK Radnički Pirot ‏ وFK Vlasina ‏ وOFK Sinđelić Niš ‏ وبوراتس تشاتشاك ‏.

## وصلات خارجية
- ميلان تودوروفيتش على موقع Soccerway.com (الإنجليزية)